# Pascale Pouzadoux
Pascale Pouzadoux est une réalisatrice, scénariste, productrice et actrice française, née le 19 avril 1970 à Saint-Mandé.

## Biographie
Fille d'un photographe et d'une professeur de français, elle fait une prépa littéraire avant d'obtenir une licence en géographie à la Sorbonne. Après ses études, elle monte pour la première fois sur les planches du Théâtre national de Chaillot dans L'Intervention de François Caron puis dans L'Aide-Mémoire de Pierre Val.
Pascale Pouzadoux fait ses débuts au cinéma en 1993 dans Les Yeux au plafond de Mathieu Amalric puis est figurante dans Tango de Patrice Leconte.
Son court-métrage Il faut que ça brille !, sorti en 1996, reçoit le Grand Prix du public du Festival de Sarlat.
En 2015, elle adapte le roman de Noëlle Châtelet, La Dernière Leçon, en un film homonyme, qui raconte les derniers jours de Madeleine (jouée par Marthe Villalonga) qui a décidé de mourir.

### Vie privée
Elle est l'épouse de l'acteur Antoine Duléry, avec qui elle a deux enfants : Raphaël (né en 1997) et Lucien (né en 2003).

## Filmographie
Sauf indication contraire, les informations mentionnées dans cette section peuvent être confirmées par les bases de données cinématographiques IMDb et Allociné,  présentes dans la section « Liens externes ».

### Actrice

#### Cinéma
- 1993 : Les Yeux au plafond (court métrage) de Mathieu Amalric
- 1993 : Tango de Patrice Leconte : la fille dans l'avion
- 1997 : Les Voisins (court métrage) d'Artus de Penguern
- 1997 : 4, 5, 6 (court métrage) de Marie-Elise Beyne
- 2001 : Les gens en maillot de bain ne sont pas (forcément) superficiels d'Éric Assous : Jeanne
- 2003 : Toutes les filles sont folles d'elle-même : infirmière 2
- 2009 : De l'autre côté du lit d'elle-même : avocate 2

#### Télévision
- 1990 : L'Enfant des loups (feuilleton télévisé en trois épisodes)
- 1990 : La Télé des Inconnus (série télévisée)
- 1994 : La Récréation (téléfilm) de Nicolas Ribowski : Madame Lemonnier
- 1995 : Le Retour d'Arsène Lupin (série télévisée), épisode La Robe de diamants de Nicolas Ribowski : Camélia
- 1995 : Navarro (série télévisée), épisode Sentiments mortels de Nicolas Ribowski
- 1996 : Double peine (téléfilm) de Thomas Gilou : Gisèle
- 1990 : Jamais 2 sans toi (série télévisée), épisode Un sport de mec de Philippe Roussel : Kathy
- 2000 : Chercheur d'héritiers (série télévisée), épisode La Maison du pendu de Patrice Martineau : Isabelle
- 2009 : Les Petits Meurtres d'Agatha Christie (série télévisée), épisode La Maison du péril de Eric Woreth : réceptionniste de l'hôtel

### Réalisatrice

#### Courts métrages
- 1994 : Grand brun aux yeux doux
- 1996 : Il faut que ça brille!
- 1997 : Mon jour de chance

#### Longs métrages
- 2003 : Toutes les filles sont folles
- 2009 : De l'autre côté du lit
- 2011 : La Croisière
- 2015 : La Dernière Leçon

#### Télévision
- 2022 : L'Amour (presque) parfait (série France 2)

Productrice
2020 "Sans t'y mettre" court métrage réalisé par Raphaël Duléry et Paul Rotman, Prix du Jury au Festival Meudon.
2023 "Canadair" court métrage réalisé par Lucien Duléry Nikon Festival
2024 "René" court métrage réalisé par Lucien Duléry

## Distinctions

### Récompenses
- Festival du film de Sarlat 1996 : Grand prix du public pour Il faut que ça brille ![2]
- Festival Travelling de Rennes 1997 : Grand prix du public pour Mon jour de chance[2]
- Festival de l'Alpe d'Huez 1999 : Meilleur court-métrage pour Mon jour de chance[5]
- Festival de l'Alpe d'Huez 2003 : mention spéciale du jury pour Toutes les filles sont folles[3]
- Festival Paris Cinéma 2003 : Grand Prix pour Toutes les filles sont folles[5]
- Festival international du film de Pékin 2016 : Meilleur film pour La Dernière Leçon[5]
- Festival international du film de Santa Barbara 2016 : Meilleur film étranger pour La Dernière Leçon[5]
- Festival du film Français Tokyo 2016 : Grand Prix du Public